# Blockzitat

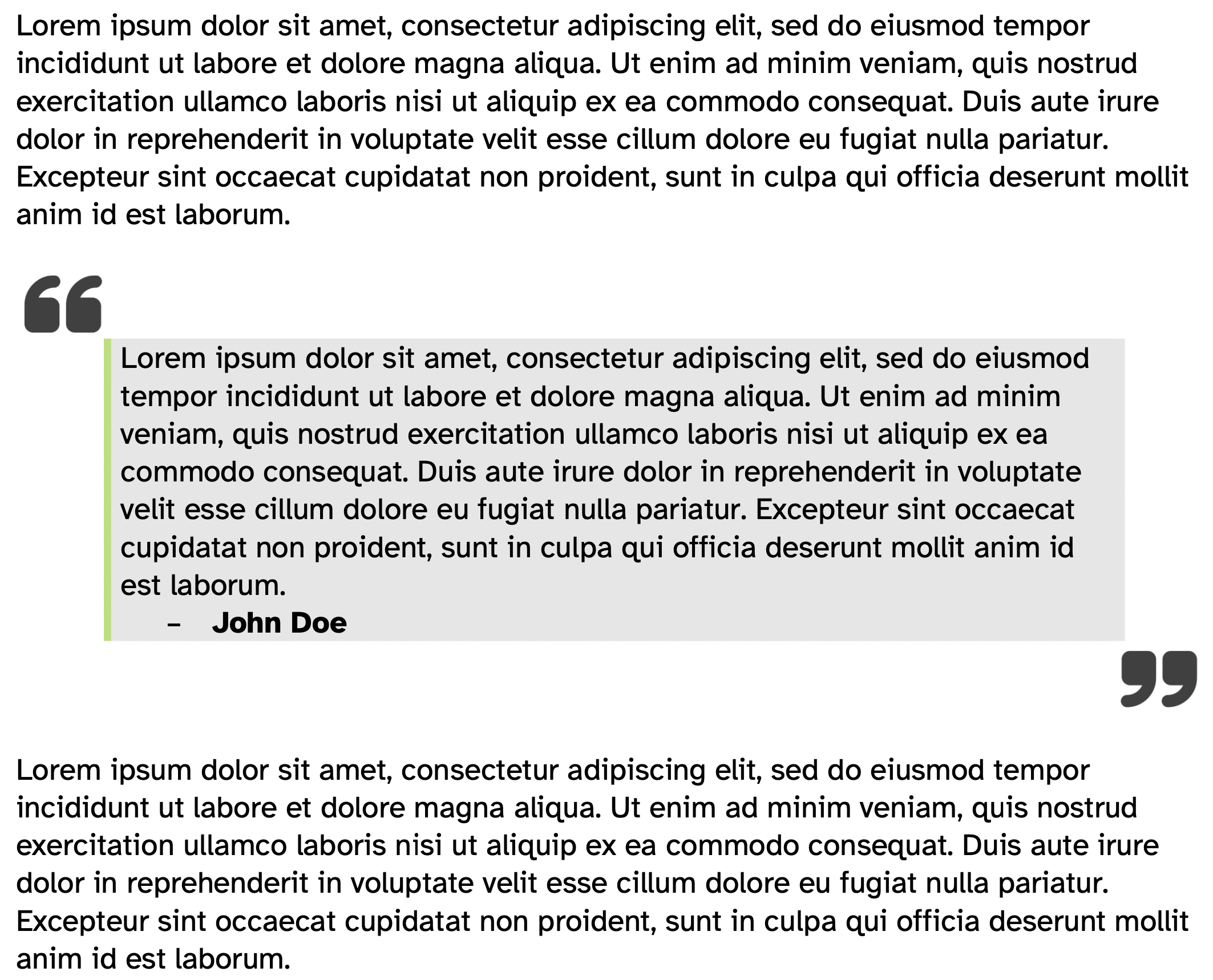
Stark stilisiertes Beispiel eines Blockzitats

Ein Blockzitat ist eine typografische Darstellung eines Zitats, bei dem eine längere zitierte Passage als eigener Absatz herausgestellt wird.
Damit lässt sie sich besser als das in den Fließtext eingestreute Kurzzitat wahrnehmen. Während bei einzelnen Wörtern bis einem oder wenigen Sätzen deutlich sichtbar ist, wo der zitierte Bereich endet, wo vielleicht zwischen zwei Zitate eine redaktionelle Bemerkung eingestreut wurde, ist bei langen Textsequenzen das schließende Anführungszeichen kaum zu finden.

## Merkmale
Anforderungen:
1. Mindestens: Deutliches Einrücken links; also der linke Rand wird gegenüber der Satzbreite des Haupttextes nach innen gerückt.
2. Im Buchdruck wird auch meist der rechte Rand eingezogen.
3. Möglichst: Kleinere Schriftgröße, verbunden mit engerem Zeilenabstand; sofern technisch herstellbar und nicht aus anderen Gründen (Barrierefreiheit, Leserlichkeit) unerwünscht.
4. Zusätzliche Absetzung vom Haupttext.
Bei Beibehaltung der Schriftgröße ist eine ganze Leerzeile einzufügen, um den Zeilenrhythmus nicht zu stören; bei veränderter Schriftgröße ist ein ästhetisch geeigneter Abstand zu wählen, zumindest der Mittelwert der beiden Zeilenabstände, besser mehr.
5. Andere Gestaltungsmöglichkeiten wären das Umrahmen mit einem Kasten, Hintergrund oder Schrift farbig, deutlich abweichende Schriftart.

Meist wird empfohlen, das Blockzitat einzusetzen, wenn das Zitat eine Länge von 40 Wörtern (deutschsprachig) oder aber mehr als zwei Zeilen habe. Zur Einheitlichkeit innerhalb eines Textbereichs kann es im Einzelfall sinnvoll sein, dann auch kürzere Zitate ebenfalls als Blockzitat zu formatieren.
Uneinheitlich gesehen wird die Frage, ob das Blockzitat in Anführungszeichen einzuschließen sei.
- Aus typografischer Sicht sind sie redundant; der Zitatcharakter ergibt sich bereits zweifelsfrei aus der spezifischen Formatierung und in der Regel zusätzlich aus einleitenden Worten und der Quellenangabe.[1]
  - Dies ist insbesondere im angloamerikanischen Bereich üblich.
  - Vorteilhaft ist auch, dass die Ebene der Anführungszeichen sich nicht ändert; dass also aus doppelten keine einfachen Anführungszeichen gemacht werden müssen, dass für einfache Anführungszeichen keine „dritte Ebene“ gefunden werden muss.
- Aus juristischen Gründen (Plagiatsvorwürfe) empfiehlt es sich jedoch, sie sicherheitshalber in wissenschaftlichen Arbeiten oder juristischen Schriftsätzen zusätzlich am Anfang und Ende zu verwenden.

## Realisierung in der Textverarbeitung
In HTML (der Hypertext Markup Language) gibt es das Element <blockquote> zur Darstellung solcher Textpassagen.
In LaTeX ist das environment quotation als Makro vorgesehen.

## Beispiel
Nachstehend ein Fall mit beidseitigem Einrücken, etwas verkleinerter Schrift, ohne Anführungszeichen. Auf besonders breiten Bildschirmfenstern könnte es erforderlich werden, das Fenster etwas schmaler zu ziehen.
Lorem ipsum dolor sit amet, consetetur sadipscing elitr, sed diam nonumy eirmod tempor invidunt ut labore et dolore magna aliquyam erat, sed diam voluptua. At vero eos et accusam et justo duo dolores et ea rebum. Stet clita kasd gubergren.
Der vorstehende Text hat eine Länge von 40 Wörtern. Im Anschluss daran folgt wieder die normale Breite (also Zeilenlänge für den Haupttext) gemäß dem Satzspiegel.